# Pós-psiquiatria
Pós-psiquiatria é um movimento contemporâneo fundamentado nos preceitos evocados pelo Pós-modernismo, com maior expressão nos últimos cinco anos, mas com bases anteriores, fundamentada em textos acadêmicos e contribuições de grupos que refletem sobre o tema.
Na valoração, como objeto de inserção nas iniciativas das diferentes formas de entender o mundo, indivíduos que em um contexto patrimonialista, burocrático e - até mesmo - gerencialista, são agora agentes de ferramentas de edificação do pensar e refletir a história, as artes, a política e o trabalho.
Movimentos como o Hearing Voices Network (HVN - mundial) e Cenat (Brasil), protagonizam a mis èn scene de uma nova possibilidade de entender e compartilhar o mundo, promovendo a inserção, como agentes de mudanças, civis antes em contexto de passividade, sobretudo por instrumental da macrofísica das questões morais e normativas, como bem discorre Foucault.
O Pós-psiquiatrismo tem voz importante nos estudos de Patrick Bracken e Philip Thomas (NBCI), que em seu livro, Postpsychiatry: a new direction for mental health, abordam extensamente os trabalhos colaborativos realizados por grupos minoritários que ascendem através da promoção e difusão de suas questões e ideais. Um destes, talvez o mais chamativo de todos, seja o chamamento do HVN: "Nothing about us, without us", um lema dirigido principalmente aos que possuem qualquer tipo de alteração de sensopercepção, como instrumento de inserção no contexto da decisão compartilhada terapêutica, da horizontalidade nas relações terapêuticas, na não observação de comunicação extra-terapêutica sobre o próprio indivíduo sem a participação deste mesmo.
Para tal entendimento é elevada a promoção empática e diretiva; a decisão mais assertiva no cuidado; em todos os contextos de adoecimento psíquico; como subjugação da "macrofísica do poder", da reflexão da "microfísica do poder", e na relação terapêutica em âmbito de saúde mental longitudinal.